# 노라 핑샤이트
노라 핑샤이트(Nora Fingscheidt, 1983년 2월 17일 ~ )는 독일의 영화 감독, 영화 각본가이다. 장편 데뷔작인 《도주하는 아이》를 통해서 주목을 받았다.

## 작품 목록
- 도주하는 아이 (2019)
- 언포기버블 (2021)
- 아웃런 (2024)